# Badminton-Mannschaftseuropameisterschaft 2012
Bei der Badminton-Mannschaftseuropameisterschaft 2012 wurden die europäischen Mannschaftstitelträger bei den Damen- und Herrenteams ermittelt. Die Titelkämpfe fanden vom 14. bis zum 19. Februar 2012 in Amsterdam statt. Die Meisterschaft war gleichzeitig Qualifikationsturnier für den Thomas Cup 2012 und den Uber Cup 2012. Europameister wurden bei den Herren Dänemark und bei den Damen Deutschland.

## Medaillengewinner
| Disziplin  | Gold        | Silber      | Bronze      |
| ---------- | ----------- | ----------- | ----------- |
| Herrenteam | Dänemark    | Deutschland | England     |
| Damenteam  | Deutschland | Dänemark    | Niederlande |

## Herren

### Gruppe 1
| Platz | Land       | Spiele | gew. | verl. | Pkte. gew. | Pkte. verl. | Qualif. |
| ----- | ---------- | ------ | ---- | ----- | ---------- | ----------- | ------- |
| 1     | Dänemark   | 2      | 2    | 0     | 10         | 0           | ja      |
| 2     | Schweden   | 2      | 1    | 1     | 4          | 6           |         |
| 3     | Schottland | 2      | 0    | 2     | 1          | 9           |         |

### Gruppe 2
| Platz | Land        | Spiele | gew. | verl. | Pkte. gew. | Pkte. verl. | Qualif. |
| ----- | ----------- | ------ | ---- | ----- | ---------- | ----------- | ------- |
| 1     | Deutschland | 2      | 2    | 0     | 10         | 0           | ja      |
| 2     | Irland      | 2      | 1    | 1     | 4          | 6           |         |
| 3     | Israel      | 2      | 0    | 2     | 1          | 9           |         |

### Gruppe 3
| Platz | Land       | Spiele | gew. | verl. | Pkte. gew. | Pkte. verl. | Qualif. |
| ----- | ---------- | ------ | ---- | ----- | ---------- | ----------- | ------- |
| 1     | England    | 3      | 3    | 0     | 15         | 0           | ja      |
| 2     | Tschechien | 3      | 2    | 1     | 8          | 7           |         |
| 3     | Schweiz    | 3      | 1    | 2     | 5          | 10          |         |
| 4     | Slowenien  | 3      | 0    | 3     | 2          | 13          |         |

### Gruppe 4
| Platz | Land      | Spiele | gew. | verl. | Pkte. gew. | Pkte. verl. | Qualif. |
| ----- | --------- | ------ | ---- | ----- | ---------- | ----------- | ------- |
| 1     | Russland  | 3      | 3    | 0     | 15         | 0           | ja      |
| 2     | Bulgarien | 3      | 2    | 1     | 9          | 6           |         |
| 3     | Wales     | 3      | 1    | 2     | 4          | 11          |         |
| 4     | Portugal  | 3      | 0    | 3     | 2          | 13          |         |

### Gruppe 5
| Platz | Land        | Spiele | gew. | verl. | Pkte. gew. | Pkte. verl. | Qualif. |
| ----- | ----------- | ------ | ---- | ----- | ---------- | ----------- | ------- |
| 1     | Niederlande | 3      | 3    | 0     | 14         | 1           | ja      |
| 2     | Österreich  | 3      | 2    | 1     | 11         | 4           |         |
| 3     | Ungarn      | 3      | 1    | 2     | 3          | 12          |         |
| 4     | Slowakei    | 3      | 0    | 3     | 2          | 13          |         |

### Gruppe 6
| Platz | Land    | Spiele | gew. | verl. | Pkte. gew. | Pkte. verl. | Qualif. |
| ----- | ------- | ------ | ---- | ----- | ---------- | ----------- | ------- |
| 1     | Polen   | 3      | 3    | 0     | 12         | 3           | ja      |
| 2     | Spanien | 3      | 2    | 1     | 11         | 4           |         |
| 3     | Belgien | 3      | 1    | 2     | 6          | 9           |         |
| 4     | Litauen | 3      | 0    | 3     | 1          | 14          |         |

### Gruppe 7
| Platz | Land       | Spiele | gew. | verl. | Pkte. gew. | Pkte. verl. | Qualif. |
| ----- | ---------- | ------ | ---- | ----- | ---------- | ----------- | ------- |
| 1     | Frankreich | 3      | 3    | 0     | 13         | 2           | ja      |
| 2     | Italien    | 3      | 2    | 1     | 7          | 8           |         |
| 3     | Kroatien   | 3      | 1    | 2     | 5          | 10          |         |
| 4     | Estland    | 3      | 0    | 3     | 5          | 10          |         |

### Gruppe 8
| Platz | Land      | Spiele | gew. | verl. | Pkte. gew. | Pkte. verl. | Qualif. |
| ----- | --------- | ------ | ---- | ----- | ---------- | ----------- | ------- |
| 1     | Ukraine   | 3      | 3    | 0     | 13         | 2           | ja      |
| 2     | Finnland  | 3      | 2    | 1     | 10         | 5           |         |
| 3     | Island    | 3      | 1    | 2     | 5          | 10          |         |
| 4     | Luxemburg | 3      | 0    | 3     | 2          | 13          |         |

### Finalrunde
|  | Viertelfinale | Viertelfinale |          |             | Halbfinale       | Halbfinale |  |  | Finale | Finale |
|  |               |               |          |             |                  |            |  |  |        |        |
|  |               |               |          |             |                  |            |  |  |        |        |
|  | Dänemark      | 3             |          |             |                  |            |  |  |        |        |
|  | Dänemark      | 3             |          |             |                  |            |  |  |        |        |
|  | Polen         | 0             |          |             |                  |            |  |  |        |        |
|  | Polen         | 0             | Dänemark | 3           |                  |            |  |  |        |        |
|  |               |               | Dänemark | 3           |                  |            |  |  |        |        |
|  |               | England       |          |             |                  |            |  |  |        |        |
|  | England       | 3             |          |             |                  |            |  |  |        |        |
|  | England       | 3             |          |             |                  |            |  |  |        |        |
|  | Ukraine       | 1             |          |             |                  |            |  |  |        |        |
|  |               |               | Dänemark | 3           |                  |            |  |  |        |        |
|  |               |               |          | Deutschland | 0                |            |  |  |        |        |
|  | Frankreich    | 1             |          |             |                  |            |  |  |        |        |
|  | Russland      | 3             |          |             |                  |            |  |  |        |        |
|  | Russland      | 3             | Russland | 1           |                  |            |  |  |        |        |
|  |               |               | Russland | 1           | Spiel um Platz 3 |            |  |  |        |        |
|  |               | Deutschland   | 3        |             |                  |            |  |  |        |        |
|  | Niederlande   | Deutschland   | 3        | 2           | England          | 3          |  |  |        |        |
|  | Niederlande   |               |          | 2           | England          | 3          |  |  |        |        |
|  | Deutschland   | 3             |          | Russland    | 0                |            |  |  |        |        |
|  | Deutschland   | 3             |          |             | 0                |            |  |  |        |        |
|  |               |               |          |             |                  |            |  |  |        |        |

### Endstand
| Platz | Land        | Land        |
| ----- | ----------- | ----------- |
| 1     | Dänemark    | Dänemark    |
| 2     | Deutschland | Deutschland |
| 3     | England     | England     |
| 4     | Russland    | Russland    |
| 5     | Polen       | Ukraine     |
| 5     | Frankreich  | Niederlande |

## Damen

### Gruppe 1
| Platz | Land     | Spiele | gew. | verl. | Pkte. gew. | Pkte. verl. | Qualif. |
| ----- | -------- | ------ | ---- | ----- | ---------- | ----------- | ------- |
| 1     | Dänemark | 2      | 2    | 0     | 7          | 3           | ja      |
| 2     | Spanien  | 2      | 1    | 1     | 5          | 5           |         |
| 3     | Polen    | 2      | 0    | 2     | 3          | 7           |         |

|                  | Ergebnis |         |
| ---------------- | -------- | ------- |
| 14. Februar 2012 |          |         |
| Polen            | 2-3      | Spanien |
| 15. Februar 2012 |          |         |
| Dänemark         | 4-1      | Polen   |
| 16. Februar 2012 |          |         |
| Dänemark         | 3-2      | Spanien |

### Gruppe 2
| Platz | Land        | Spiele | gew. | verl. | Pkte. gew. | Pkte. verl. | Qualif. |
| ----- | ----------- | ------ | ---- | ----- | ---------- | ----------- | ------- |
| 1     | Deutschland | 2      | 2    | 0     | 9          | 1           | ja      |
| 2     | Belarus     | 2      | 1    | 1     | 4          | 6           |         |
| 3     | Zypern      | 2      | 0    | 2     | 2          | 8           |         |

|                  | Ergebnis |         |
| ---------------- | -------- | ------- |
| 14. Februar 2012 |          |         |
| Zypern           | 2-3      | Belarus |
| 15. Februar 2012 |          |         |
| Deutschland      | 5-0      | Zypern  |
| 16. Februar 2012 |          |         |
| Deutschland      | 4-1      | Belarus |

### Gruppe 3
| Platz | Land        | Spiele | gew. | verl. | Pkte. gew. | Pkte. verl. | Qualif. |
| ----- | ----------- | ------ | ---- | ----- | ---------- | ----------- | ------- |
| 1     | Niederlande | 2      | 2    | 0     | 10         | 0           | ja      |
| 2     | Schweden    | 2      | 1    | 1     | 3          | 7           |         |
| 3     | Ungarn      | 2      | 0    | 2     | 2          | 8           |         |

### Gruppe 4
| Platz | Land      | Spiele | gew. | verl. | Pkte. gew. | Pkte. verl. | Qualif. |
| ----- | --------- | ------ | ---- | ----- | ---------- | ----------- | ------- |
| 1     | Russland  | 3      | 3    | 0     | 14         | 1           | ja      |
| 2     | Slowenien | 3      | 2    | 1     | 8          | 7           |         |
| 3     | Irland    | 3      | 1    | 2     | 6          | 9           |         |
| 4     | Slowakei  | 3      | 0    | 3     | 2          | 13          |         |

### Gruppe 5
| Platz | Land      | Spiele | gew. | verl. | Pkte. gew. | Pkte. verl. | Qualif. |
| ----- | --------- | ------ | ---- | ----- | ---------- | ----------- | ------- |
| 1     | Bulgarien | 3      | 3    | 0     | 15         | 0           | ja      |
| 2     | Finnland  | 3      | 2    | 1     | 7          | 8           |         |
| 3     | Estland   | 3      | 1    | 2     | 5          | 10          |         |
| 4     | Portugal  | 3      | 0    | 3     | 3          | 12          |         |

### Gruppe 6
| Platz | Land       | Spiele | gew. | verl. | Pkte. gew. | Pkte. verl. | Qualif. |
| ----- | ---------- | ------ | ---- | ----- | ---------- | ----------- | ------- |
| 1     | Schweiz    | 3      | 3    | 0     | 10         | 5           | ja      |
| 2     | England    | 3      | 2    | 1     | 9          | 6           |         |
| 3     | Schottland | 3      | 1    | 2     | 8          | 7           |         |
| 4     | Italien    | 3      | 0    | 3     | 3          | 12          |         |

### Gruppe 7
| Platz | Land       | Spiele | gew. | verl. | Pkte. gew. | Pkte. verl. | Qualif. |
| ----- | ---------- | ------ | ---- | ----- | ---------- | ----------- | ------- |
| 1     | Frankreich | 3      | 3    | 0     | 12         | 3           | ja      |
| 2     | Belgien    | 3      | 2    | 1     | 8          | 7           |         |
| 3     | Wales      | 3      | 1    | 2     | 5          | 10          |         |
| 4     | Island     | 3      | 0    | 3     | 5          | 10          |         |

### Gruppe 8
| Platz | Land       | Spiele | gew. | verl. | Pkte. gew. | Pkte. verl. | Qualif. |
| ----- | ---------- | ------ | ---- | ----- | ---------- | ----------- | ------- |
| 1     | Ukraine    | 3      | 3    | 0     | 15         | 0           | ja      |
| 2     | Tschechien | 3      | 2    | 1     | 8          | 7           |         |
| 3     | Litauen    | 3      | 1    | 2     | 5          | 10          |         |
| 4     | Kroatien   | 3      | 0    | 3     | 2          | 13          |         |

### Finalrunde
|  | Viertelfinale | Viertelfinale |             |             | Halbfinale       | Halbfinale |  |  | Finale | Finale |
|  |               |               |             |             |                  |            |  |  |        |        |
|  |               |               |             |             |                  |            |  |  |        |        |
|  | Dänemark      | 3             |             |             |                  |            |  |  |        |        |
|  | Dänemark      | 3             |             |             |                  |            |  |  |        |        |
|  | Ukraine       | 2             |             |             |                  |            |  |  |        |        |
|  | Ukraine       | 2             | Dänemark    | 3           |                  |            |  |  |        |        |
|  |               |               | Dänemark    | 3           |                  |            |  |  |        |        |
|  |               | Russland      | 0           |             |                  |            |  |  |        |        |
|  | Russland      | Russland      | 0           | 3           |                  |            |  |  |        |        |
|  | Russland      |               |             | 3           |                  |            |  |  |        |        |
|  | Bulgarien     | 1             |             |             |                  |            |  |  |        |        |
|  |               |               | Dänemark    | 1           |                  |            |  |  |        |        |
|  |               |               |             | Deutschland | 3                |            |  |  |        |        |
|  | Schweiz       | 2             |             |             |                  |            |  |  |        |        |
|  | Niederlande   | 3             |             |             |                  |            |  |  |        |        |
|  | Niederlande   | 3             | Niederlande | 1           |                  |            |  |  |        |        |
|  |               |               | Niederlande | 1           | Spiel um Platz 3 |            |  |  |        |        |
|  |               | Deutschland   | 3           |             |                  |            |  |  |        |        |
|  | Frankreich    | Deutschland   | 3           | 0           | Russland         | 1          |  |  |        |        |
|  | Frankreich    |               |             | 0           | Russland         | 1          |  |  |        |        |
|  | Deutschland   | 3             |             | Niederlande | 3                |            |  |  |        |        |
|  | Deutschland   | 3             |             |             | 3                |            |  |  |        |        |
|  |               |               |             |             |                  |            |  |  |        |        |

### Endstand
| Platz | Land        | Land        |
| ----- | ----------- | ----------- |
| 1     | Deutschland | Deutschland |
| 2     | Dänemark    | Dänemark    |
| 3     | Niederlande | Niederlande |
| 4     | Russland    | Russland    |
| 5     | Ukraine     | Bulgarien   |
| 5     | Schweiz     | Frankreich  |